# 穂別町
穂別町（ほべつちょう）は、北海道南部、胆振支庁管内勇払郡に設置されていた町。

## 町名の由来
現在の穂別川を指すアイヌ語に由来する。小惑星(4774) Hobetsuは穂別町に因んで命名された。

## 地理
- 河川:鵡川、穂別川

### 隣接していた自治体
- 空知支庁
  - 夕張市
- 上川支庁
  - 勇払郡：占冠村
- 胆振支庁
  - 勇払郡：厚真町、鵡川町
- 日高支庁
  - 沙流郡：平取町

## 歴史

### 沿革
- 1919年 穂別村など4ヶ村が合併し似湾村（にわんむら）が成立。
- 1929年 穂別村に改称。
- 1962年1月1日 町制施行。
- 1980年 鵡川町と境界変更。

## 行政
- 鵡川町と合併協議会を設置して協議の結果、新町名をむかわ町とし、2006年3月27日に合併することで合意した。2005年3月30日に、合併申請書を提出した。

## 経済

### 産業
- 一次産業: 農業 穂別メロンは美味。

穂別町の農業は、かつてアイヌが亜麻を栽培する程度であったが、明治時代以降、入植者が進出してからはイモや豆類の畑作、牧畜なども行われるようになった。1900年からは仁和地区で水稲栽培が始まったが規模は限定的であり、昭和初頭の稲作と畑作の作付面積比率は1:9程度で推移、稲作が本格化したのは終戦後以降である。農業従事者は、農業の知識に乏しい本州からの入植者も多かったが、後述する林業や鉱業の現場など農閑期における農外収入が得られる機会もあり、生活を維持することが可能であった。しかし、戦後、石油へのエネルギー転換や木材輸入の自由化により、後述する地域の林業、鉱業の経営環境が悪化し事業規模の縮小や撤退が進むと、山間奥地の農家では収入源も失われ、離農、過疎化が進んだ。農業の自立と多角化、減反への対応が求められる中で、1963年からは町主導でアスパラガス栽培が、1971年からはIKメロンの栽培が始まり成功をおさめた。水利の良い場所での水稲栽培は、面積を広げるとともに品質も向上。1980年には、北海道米麦改良協会の推薦を得て献上米を生産する農家も現れた。
穂別町の林業は、1909年、鵡川を利用した原木の流送手段が確保されてから本格化した。また、1923年に富内線が開通するとさらに発展した。鵡川沿いの原生林は伐採されて、苫小牧市の王子製紙工場へ運ばれてパルプの原料などになった。また、大正元年からは伐採跡地の残材を利用した炭焼き（木炭生産）も本格化、大正末には炭焼き窯が1,000基を超えた。数十年もの間、穂別町の木炭生産は、生産高で道内一位を誇る規模となっていた。原木の伐採箇所が奥地化して木炭の材料が入手しにくくなると、伐採後に成立した二次林をも薪炭林として利用して、産業の規模はさらに拡大した。しかし、昭和30年代-40年代に入り、石油へのエネルギー転換や木材輸入の自由化が進むと、森林の伐採や木炭生産は一気に減少。木炭生産はもちろんのこと森林の伐採量の減少は、伐採箇所への苗木生産、植え付け仕事の減少など農家の副収入が減ることを意味し、離農による集落の過疎化を招いた。薪炭林は、木炭の供給源としての位置づけを失い、町主導により成長の早いカラマツ林などへ拡大造林されたものもあった。
- 二次産業: かつては炭鉱、クロム鉱の開発が盛んに行われた。

穂別町の鉱業は、明治期に石炭やクロムが発見されたことに始まるが、運搬手段がなかったため長らく手付かずであり、大正期の富内線の開通したことにより採鉱が本格化した。炭鉱は、穂別炭鉱や新登川炭鉱など大手企業のものから、富内炭鉱のような零細なものまで存在した。クロム鉱は、蛇紋岩が分布する平取町との間の範囲で盛んに探鉱が行われ、大和鉱山、岩見鉱山、八幡鉱山などが開鉱。クロムは戦前、戦時中にかけて軍需物資として重用されたこともあり産出量は増加。地域の生産量は、一時期国内生産量の8割を占める規模となった。しかし戦後、石油へのエネルギー転換やフィリピンから安い鉱石の輸入が進むと、一転して炭鉱やクロム鉱の経営は次第に厳しいものとなり、クロム鉱、炭鉱は昭和40年代に姿を消している。
- 三次産業: 映画 田んぼdeミュージカル委員会による映画。現三本ある。

## 公共機関

### 国の機関
- 北海道森林管理局 胆振東部森林管理署 穂別森林事務所
- 北海道森林管理局 胆振東部森林管理署 稲里森林事務所

### 警察
- 北海道警察 苫小牧警察署 穂別駐在所

## 地域
- 化石が豊富に産出し、一部は町立博物館で展示されている。

### 教育
- 高等学校
  - 北海道穂別高等学校
- 中学校
  - 穂別、仁和
- 小学校
  - 穂別、富内、稲里、和泉、仁和

## 交通

### 鉄道
- 北海道旅客鉄道（JR北海道）
  - 石勝線が町内北部の山あいを通っている。ただし旅客駅はなく、信号場が2ヶ所ある（オサワ・東オサワ）。このうち東オサワ信号場は、新登川駅として開業する計画があった。
- かつては旧国鉄富内線が町内を経由し、栄・豊田・穂別・富内に駅があった。1986年11月1日廃止。旧富内駅は駅舎・線路が保存されており、駅構内の備品は映画「鉄道員（ぽっぽや）」に使われている。なお旧富内駅舎とホーム・構内線路は2001年、登録有形文化財に登録された。

### バス
- 道南バスにより、鵡川と新千歳空港への路線が運行されている。町営バスによる路線もある。

### 道路
- 高速道路
  - 道東自動車道（むかわ穂別IC）
- 一般国道
  - 国道274号
- 都道府県道
  - 北海道道59号平取厚真線
  - 北海道道74号穂別鵡川線
  - 北海道道131号平取穂別線
  - 北海道道610号占冠穂別線
  - 北海道道933号北進平取線
  - 北海道道1165号むかわ穂別インター線

## 名所・旧跡・観光スポット・祭事・催事
- 樹海温泉
- 穂別町立博物館
- 穂別地球体験館
- 旧中村平八郎家住宅主屋（登録有形文化財）

## 出身の有名人
- キートン山田 - 元声優、元ナレーター
- 清川卓 - トリノオリンピックボブスレー日本代表